# Centena di Gørding

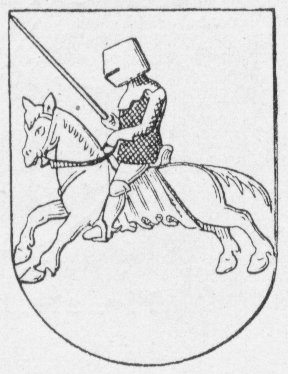
Stemma

La centena di Gørding (in danese Gørding Herred) fu dal 1796 una ripartizione storica della contea e diocesi di Ribe, nell'attuale Danimarca. La centena era tuttavia molto più antica, essendo stata formata nel medioevo raggruppando le parrocchie di Bramming, Darum, Gørding, Hunderup, Jernved, Vejrup, Vilslev e Åstrup, quest’ultima l’unica a non far parte dell’odierno territorio comunale di Esbjerg.